# Birger Wijkmark
Birger Carl Otto Wijkmark, född den 18 juli 1876 i Suntaks församling, Skaraborgs län, död den 9 januari 1939 i Arvika, var en svensk jurist. Han var son till Otto Wijkmark och bror till Axel Wijkmark.
Wijkmark avlade studentexamen i Linköping 1895, juridisk-filosofisk examen 1896 och juris utriusque kandidatexamen vid Uppsala universitet 1901. Han blev extra ordinarie notarie i Göta och Svea hovrätt 1901, tillförordnad domhavande under Göta hovrätt 1903–1907 och 1911–1917 samt amanuens, fiskal och adjungerad ledamot i Göta hovrätt 1907–1911. Wijkmark blev häradshövding i Nordmarks domsaga 1917 och i Jösse domsaga 1931. Han blev riddare av Nordstjärneorden 1926. Wijkmark vilar på Arvika kyrkogård.